# Feldebrő
Feldebrő is een dorp in Noord-Hongarije in het Mátragebied, behorend tot het comitaat Heves. Het dorp ligt op 17 km ten zuidwesten van Eger en circa 15 km ten zuiden van Sirok.
Feldebrő heeft een aan Sint-Martinus gewijde kerk (Szent Márton templom) met een crypte die beide uit de 11de eeuw dateren. In de crypte bevinden zich Byzantijnse fresco's uit de 12e eeuw, de oudste wandschilderingen van Hongarije. Ze omvatten onder meer een afbeelding van Kaïn. In tegenstelling tot de crypte is de bovenkerk herhaaldelijk verbouwd.